# すいーとぽてと
『すいーとぽてと』は、1971年10月8日から1972年3月31日まで毎日放送制作により、毎日放送・NET（現・テレビ朝日）系列にて放送されたテレビドラマである。放送時間は、毎週金曜日21：00〜21：56。全26回。タイトルは、太平洋戦争中期に舞台が変わった1972年1月21日放送の第16話より『大学いも物語』（だいがくいもものがたり）に変更された。

## 概要・内容
戦前の昭和初期から太平洋戦争前後の大阪、及び金沢が舞台。父が亡くなった女子大生の青木あい子は、頭の弱い義母や六人もの異母きょうだい（上の子から順に頭文字がいろは順で名前が付けられていた）を抱えて生活に四苦八苦しながら大学を辞めてまず金沢で焼き芋屋を始め（第10話）、以後も焼き芋屋を切り盛りし続ける。やがて大学芋を考案して売り出し、経営は大成功を収める。その根性とサクセスストーリーをコミカルに描いた。
藤山直美ら六人のきょうだい役（少年少女期）は全て当時の二世タレントが起用されていた。また、佐野周二と関口宏、大村崑親子と親子共演もされていた。
1967年10月 - 1968年3月放送の『とぼけた奴ら』（NET制作）以来、この枠では3年半ぶりのドラマで、初の毎日放送制作となった。以後腸捻転解消寸前の1974年10月 - 1975年3月放送の『もってのほか』2部作まで、MBS制作ドラマが継続する。

## キャスト
- 青木あい子：和泉雅子
- 古沢良之助：本郷功次郎
- 青木十三：中村鴈治郎
- とし：中村メイコ
- 寺田：浜田光夫
- 三島小夜：野川由美子
- 富士真奈美
- 宇垣正：荻島真一
- 鳳八千代
- 石川先生：フランキー堺
- 青木糸：藤山直美（少女期）→ 有岡やよい（成年期）
- 青木呂太郎：佐久間秀樹[2]（少年期）→ 田村亮（成年期）
- 青木橋蔵：仲川彰一[3]（少年期）
- 青木仁吉：佐久間修[4]（少年期）→ 永井秀和（成年期）
- 青木帆太郎：岡村政治[5]（少年期）→ 山田隆夫（成年期）
- 青木へちま：鳳三貴[6]（少女期）→ 森川千恵子（成年期）
- 川越の親分：大村崑
- 鹿児島の親分：鳳啓助
- 井上順
- 政吉：谷幹一
- 照代：江波杏子
- 十吉（照代の夫）：夏八木勲
- 佐野周二
- 浜田和夫：関口宏
- とら：正司歌江
- 天王寺栄造：佐々十郎
- ふさ：初音礼子
- 宇垣（正の父）：中村竹弥 - 金沢の病院長で、風変わりな性格。先祖が御典医。
- 宇垣の妻：月丘夢路
- 秀市（としの兄）：藤木悠
- 月田一子：小山明子 - 高利貸しで未亡人（第17話から）
- 一井：工藤堅太郎 - へちま（成年期）の交際相手
- 花子：春川ますみ
- 小沢（六友会のボス）：金子信雄
- 金ちゃん：岡本信人

ゲスト
- 由：上方柳次（第4話・第5話）
- 留：上方柳太（第4話・第5話）
- 辰：三浦策郎（第4話・第5話）
- 藤井：藤田まこと（第6話）
- 日下画伯：曽我廼家明蝶（第6話）
- としの元婚約者の父：美川陽一郎（第13話）
- へちまをめぐる軟派大学生：レツゴー三匹（第23話）
- 化粧品店店主：笑福亭仁鶴（第25話）

## スタッフ
- 脚本：花登筐
- 演出：太田正彦
- 制作：毎日放送

## サブタイトル
1. 1971年10月8日 （サブタイトル無し）
2. 1971年10月15日 （〃）
3. 1971年10月22日 （〃）
4. 1971年10月29日 （〃）
5. 1971年11月5日 （〃）
6. 1971年11月12日 （〃）
7. 1971年11月19日 「切腹」[7]
8. 1971年11月26日 「1人減った」[7]
9. 1971年12月3日 「やき芋だ!」[7]
10. 1971年12月10日 「焦げた芋」
11. 1971年12月17日 「裸のうそ」
12. 1971年12月24日 「お芋いかがです」
13. 1971年12月31日 「泥々の銭」
14. 1972年1月7日 「あたたかい雪」
15. 1972年1月14日 「やき芋の恋」
16. 1972年1月21日 （サブタイトル無し）
17. 1972年1月28日 （〃）
18. 1972年2月4日 「散りゆく時」
19. 1972年2月11日 「焼け跡の花」
20. 1972年2月18日 「暴力の町」
21. 1972年2月25日 「再会」
22. 1972年3月3日 「生きていた亡霊」
23. 1972年3月10日 「儲けよう」
24. 1972年3月17日 「心配」
25. 1972年3月24日 「薬でとれる芋」
26. 1972年3月31日 「ポテトきょうだい」